# Cầy mangut đuôi rậm
Bdeogale crassicauda là một loài động vật có vú trong họ Cầy mangut, bộ Ăn thịt. Loài này được Peters mô tả năm 1852.